# Cullman
La ville de Cullman est le siège du comté de Cullman, dans l'État de l'Alabama, aux États-Unis. Selon le recensement de 2010, sa population est de 14 775 habitants.

## Histoire
Comme son comté, la ville est nommée en l'honneur du général John G. Cullman.
En 1891 fut fondée l'abbaye Saint-Bernard qui est devenue une école une grande école préparatoire.

## Géographie
Cullman est située le long de l'autoroute inter-États I-65, à 80 kilomètres (50 mi) au nord de Birmingham et 89 kilomètres (55 mi) au sud de Huntsville.
La municipalité s'étend sur 20,57 milles carrés (53,28 km2), dont 1,20 milles carrés (3,11 km2) d'étendues d'eau.

## Démographie
Lors du recensement de l'année 2000, il y avait 13 995 personnes, 6 059 ménages, et 3 762 familles résidant dans la ville.
La densité de population était de 295,4 hab./km2 (765 hab./mi2). Il y avait 6 679 de logements pour une densité moyenne de 141 km2 (365,1 mi2).
Parmi les 6 059 ménages, 26,2 % avaient des enfants de moins de 18 ans vivant avec eux, 48,3 % étaient des couples mariés vivant ensemble, 10,7 % avaient une femme sans mari, et 37,9 % ont été non-familiaux. 35,2 % des ménages étaient constitués de personnes seules et 18,0 % de personnes seules de 65 ans ou plus. La taille moyenne des ménages était de 2,22 et la taille moyenne des familles était de 2,85.
Dans la ville la pyramide des âges était de 21,8 % pour les moins de 18 ans, 8,2 % de 18 à 24 ans, 25,3 % de 25 à 44 ans, 22,6 % de 45 à 64, et 22,1 % de 65 ans ou plus. L'âge moyen était de 41 ans. Pour 100 femmes il y avait 87,5 hommes. Pour 100 femmes de 18 ans et plus, il y avait 81,4 hommes.
Le revenu moyen par ménage de la ville était de 29 164 $, et le revenu moyen par famille de 41 313 $. Les hommes avaient un revenu moyen de 32 863 $, comparativement à 21 647 $ pour les femmes. Le revenu par habitant de la ville était de 18 484 $. Environ 9,4 % des familles et 13,2 % de la population vit en dessous du seuil de pauvreté, dont 12,3 % des personnes de moins de 18 ans et 18,5 % des personnes âgées de 65 ans ou plus.
Selon le recensement de 2013, la population de la ville est estimée à 15 030 habitants.
| 1880 | 1890  | 1900  | 1910  | 1920  | 1930  | 1940  | 1950  |
| ---- | ----- | ----- | ----- | ----- | ----- | ----- | ----- |
| 426  | 1 017 | 1 255 | 2 130 | 2 467 | 2 786 | 5 074 | 7 523 |

| 1960   | 1970   | 1980   | 1990   | 2000   | 2010   | - | - |
| ------ | ------ | ------ | ------ | ------ | ------ | - | - |
| 10 883 | 12 601 | 13 084 | 13 367 | 13 995 | 14 775 | - | - |

## Transports
- Interstate 65
- U.S. Route 31
- U.S. Route 278
- Alabama State Route 69
- Alabama State Route 157
- CSX Transportation Compagnie de chemin de fer

## Villes jumelées
Frankweiler (Allemagne)

## Personnalités
- Channing Tatum, acteur